# Anomalon palaeon
Anomalon palaeon är en stekelart som beskrevs av Weyenbergh 1874. Anomalon palaeon ingår i släktet Anomalon och familjen brokparasitsteklar. Inga underarter finns listade i Catalogue of Life.